# Dorcatoma dresdensis
Dorcatoma dresdensis is een keversoort uit de familie klopkevers (Anobiidae). De wetenschappelijke naam van de soort is voor het eerst geldig gepubliceerd in 1792 door Herbst.